# 나무수염

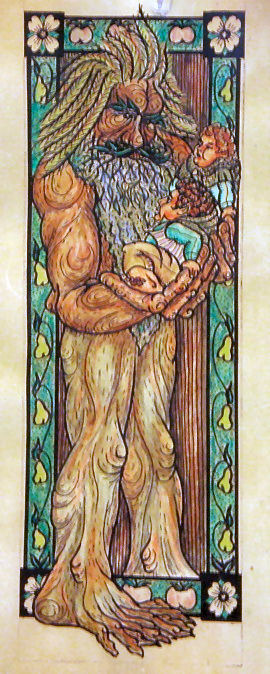

나무수염(Treebeard)은 J. R. R. 톨킨의 가운데땅을 무대로 한 소설, 「반지의 제왕」의 등장 인물. 나무를 닮은 모습을 한 종족 엔트의 장로. 요정들은 그를 판고른(Fangorn)이라 불러, 「나무수염」은 그 공통어에의 번역이다. 그와 엔트들이 사는 숲도 또 판고른으로 불린다.
「두 개의 탑」으로 등장해, 오크에 휩쓸려 반지의 동료로부터 이산한 두 명의 호빗, 메리와 피핀을 보호한 후, 엔트들을 인솔해 사루만이 지배하는 아이센가드를 봉쇄했다. 또 많은 후오른을 헬름 협곡에 보내, 오크를 소탕했다. 이후 사루만의 꾀로 사루만을 아이센가드에서 나갈 수 있게 해주었다. 그가 발하는 「훔, 홈」등의 감동사는 톨킨의 친구인 C. S. 루이스의 버릇을 참고로 한 것이라 한다.

## 판고른
판고른(Fangorn)은 반지의 제왕에 등장하는 지명이다. 엔트가 아이센가드를 공격하기 전에 모여 모의하던 곳이다.
숲이 우거진 곳으로, 로스로리엔 남쪽에 있다.